# Might and Magic V: Darkside of Xeen
"Might and Magic V: Darkside of Xeen" este un joc de rol pentru calculator dezvoltat și publicat de New World Computing în 1993. Acesta este al cincilea titlu din seria Might and Magic și partea a doua a poveștii Xeen, care a început cu "Might and Magic IV: Clouds of Xeen". Jocul a fost bine primit datorită complexității sale, a graficii avansate pentru acea perioadă și a interacțiunii între cele două părți ale lumii Xeen.

## Poveste și Lumea Jocului

### Context
Acțiunea din "Darkside of Xeen" se desfășoară în lumea fantastică numită Xeen, un planetoid artificial creat de Ancients, o rasă avansată. Xeen este divizat în două părți: Clouds of Xeen, partea luminoasă și plină de viață, și Darkside of Xeen, o regiune întunecată și periculoasă. Jocul urmărește aventurile unei echipe de eroi care încearcă să salveze Xeen de amenințarea unui vrăjitor malefic, Alamar.

### Intriga
În "Darkside of Xeen", jucătorii descoperă că Alamar este, de fapt, un impostor pe nume Sheltem, care a preluat controlul părții întunecate a Xeen-ului. Scopul eroului este să-l oprească pe Sheltem și să restabilească pacea pe Xeen. Povestea este complexă și implică numeroase misiuni secundare, personaje și locații unice.

## Gameplay

### Mecanici de Joc
"Might and Magic V" menține structura clasică a seriei, combinând elemente de RPG cu aventură. Jucătorii controlează o echipă de până la șase personaje, fiecare cu propriile abilități și atribute. Sistemul de luptă este turn-based, iar explorarea se face într-un mediu 3D dintr-o perspectivă first-person.

### Personaje și Clase
Jocul oferă o varietate de clase de personaje, incluzând cavaleri, vrăjitori, hoți, clerici și multe altele. Fiecare clasă are abilități specifice și poate folosi diferite tipuri de echipamente și vrăji. Dezvoltarea personajelor este esențială, jucătorii putând să acumuleze experiență și să îmbunătățească atributele și abilitățile eroilor lor.

### Sistem de Luptă
Might and Magic V folosește un sistem de luptă pe ture, în care jucătorii își ghidează personajele prin comenzi tactice împotriva unei varietăți de inamici. Luptele pot avea loc atât în dungeons (temnițe), cât și în aer liber.

### Explorare și Quest-uri
Lumea din "Darkside of Xeen" este vastă și plină de locuri de explorat, de la temnițe și castele până la orașe și peisaje naturale. Quest-urile sunt variate, implicând atât misiuni principale legate de povestea principală, cât și misiuni secundare care oferă recompense și obiecte valoroase.

## Elemente Tehnice

### Grafică și Sunet
La momentul lansării, "Might and Magic V" a fost lăudat pentru grafica sa avansată, folosind tehnologia VGA pentru a oferi detalii și culori vibrante. Jocul include și o varietate de efecte sonore și muzică care contribuie la atmosfera sa imersivă.

### Interacțiunea între Clouds și Darkside of Xeen
O caracteristică notabilă a jocului este capacitatea de a interacționa între cele două părți ale Xeen-ului, "Clouds of Xeen" și "Darkside of Xeen". Jucătorii care dețin ambele jocuri pot combina cele două părți pentru a crea "World of Xeen", o experiență extinsă cu conținut suplimentar și quest-uri unice.

### Interacțiuni și Quest-uri
Un aspect cheie al jocului îl reprezintă quest-urile (misiunile) variate și bogate în poveste. Jucătorii trebuie să vorbească cu NPC-uri (personaje non-jucătoare), să colecteze indicii și să rezolve puzzle-uri pentru a progresa în joc.

## Impact și Recepție
La lansare, Might and Magic V: Darkside of Xeen a primit recenzii pozitive pentru complexitatea sa, povestea captivantă și libertatea oferită jucătorilor. A fost lăudat pentru inovarea adusă în genul RPG și pentru integrarea sa fără cusur cu Clouds of Xeen. Criticii au apreciat în special mecanica de joc și profunzimea gameplay-ului, deși unele recenzii au menționat și dificultatea ridicată care ar putea descuraja jucătorii noi.

## Relansări și Disponibilitate
De-a lungul anilor, Might and Magic V a fost relansat pe diverse platforme digitale, inclusiv GOG.com și Steam, permițând o nouă generație de jucători să experimenteze clasicele aventuri din Xeen.

## Moștenire
"Might and Magic V" a avut un impact semnificativ asupra genului RPG, influențând jocuri ulterioare prin mecanicile sale inovatoare și designul complex al lumii. Seria Might and Magic a continuat să evolueze, iar "World of Xeen" rămâne un exemplu remarcabil de cum poate fi extinsă o poveste prin jocuri interconectate.
"Might and Magic V: Darkside of Xeen" este un titlu clasic în istoria jocurilor RPG, combinând o poveste complexă, personaje diverse și un gameplay captivant. Prin inovațiile sale tehnice și narative, jocul a reușit să ofere o experiență memorabilă jucătorilor și să lase o amprentă durabilă în lumea jocurilor video.